# Dolní Bušínov
Dolní Bušínov je vesnice, část města Zábřeh v okrese Šumperk. Nachází se asi 6,5 km na jihozápad od Zábřehu. V roce 2009 zde bylo evidováno 124 adres. V roce 2001 zde trvale nežil žádný obyvatel
Dolní Bušínov je také název katastrálního území o rozloze 1,9 km2.